# ألفارو لوبيز
ألفارو لوبيز أوخيدا (بالإسبانية: Álvaro López Ojeda) (24 سبتمبر 1992 سانتياغو تشيلي - ) هو لاعب كرة قدم تشيلي، يلعب كمهاجم. وينتمي حاليا إلى فريق ماغلانيس ضمن أول دوري الدرجة الثانية في شيلي.

## وصلات خارجية
- ألفارو لوبيز على موقع قاعدة بيانات كرة القدم.إي يو (الإنجليزية)
- ألفارو لوبيز على موقع Soccerway.com (الإنجليزية)
- ألفارو لوبيز على موقع AS.com (الإسبانية)